# Chlum (Všestary)

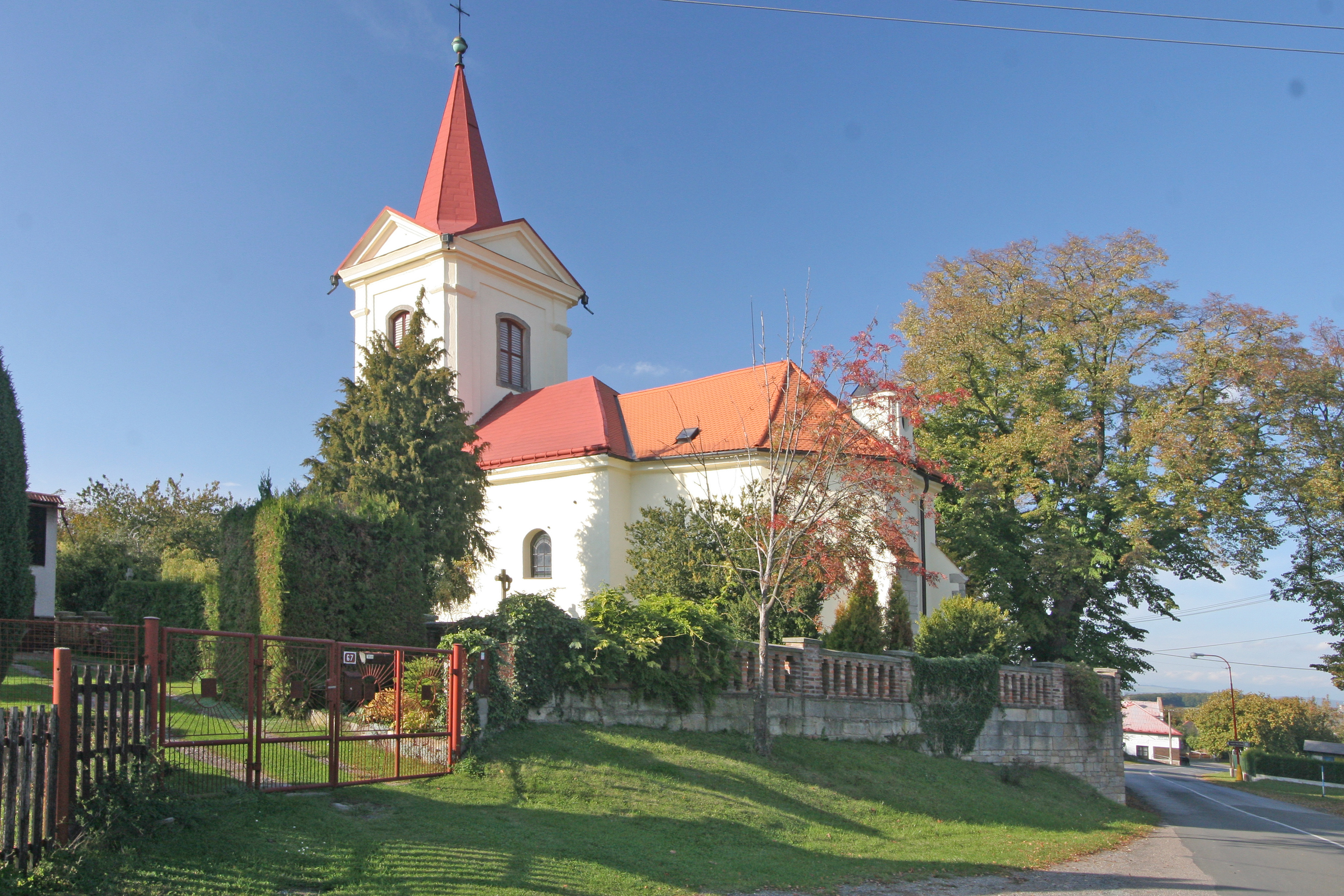
Chlum

Chlum är en före detta by, numera stadsdel i Všestary, Tjeckien.
Chlum fungerade som en stödjepunkt för österrikarnas ställningar under slaget vid Königgrätz 3 juli 1866. Sedan Chlum intagits av preussarna kunde striden avgöras till dessas förmån.